# Torup Sogn (Halsnæs Kommune)
 For alternative betydninger, se Torup Sogn. (Se også artikler, som begynder med Torup Sogn)
Torup Sogn er et sogn i Frederiksværk Provsti (Helsingør Stift).
I 1800-tallet var Torup Sogn et selvstændigt pastorat. Det hørte til Strø Herred i Frederiksborg Amt. Torup sognekommune skiftede i starten af 1960'erne navn til Hundested. Ved kommunalreformen i 1970 dannede den helt alene Hundested Kommune, der ved strukturreformen i 2007 indgik i Frederiksværk-Hundested Kommune, som ved afstemning i 2008 skiftede navn til Halsnæs Kommune.
I Torup Sogn ligger Torup Kirke fra 1100-tallet og Lynæs Kirke fra 1901.
I sognet findes følgende autoriserede stednavne:
- Amager Huse (bebyggelse)
- Dyssekilde (station)
- Ellinge (bebyggelse, ejerlav)
- Galgebjerg (bebyggelse)
- Grønnessegård (ejerlav, landbrugsejendom)
- Hald (bebyggelse, ejerlav)
- Hesselø (areal, ejerlav)
- Hundested (bebyggelse, ejerlav)
- Kikhavn (bebyggelse, ejerlav)
- Lille Karlsminde (bebyggelse, ejerlav)
- Lynæs (bebyggelse, ejerlav)
- Nødebohuse (bebyggelse)
- Store Karlsminde (bebyggelse, ejerlav)
- Sverkilstrup (bebyggelse, ejerlav)
- Sølager (bebyggelse)
- Torplille (bebyggelse, ejerlav)
- Torpmagle (bebyggelse, ejerlav)
- Torup (bebyggelse, ejerlav)
- Tømmerup (bebyggelse, ejerlav)
- Tømmerup Overdrev (bebyggelse)
- Ullerup (bebyggelse, ejerlav)
- Vibehus (station)
- Østerbjerg (station)